# 屋良朝助
屋良 朝助（やら ちょうすけ、1952年1月14日 - ）は、日本の政治活動家、かりゆしクラブ（旧名琉球独立党）党首、衣料品加工印刷会社代表。沖縄県那覇市出身、那覇高等学校卒業。

## 経歴
- 18歳の時から琉球独立党に参加。那覇市主催の成人式で総代を務めたが、その式場で屋良朝苗琉球政府主席（当時）ら沖縄の指導者への批判演説を行った。琉球独立党主導による沖縄交通方式左右変更730反対運動に従事した。
- 2005年、初代琉球独立党の党首、野底武彦（野底土南）と会談し第二代党首となる。
- 2006年、 沖縄県知事選挙には屋良が出馬したが、得票数6,220票、得票率0.93%で落選した。これは保守（自由民主党・公明党）推薦の仲井真弘多と革新（民主党・日本共産党・社会民主党・沖縄社会大衆党）の糸数慶子の一騎討ちに埋没したとも、琉球独立論が沖縄県民の大多数から現実性がないと判断されたとも評価された。
- 2008年、党名をかりゆしクラブに改名、同政治団体の党首を務める。
- 2008年、沖縄県那覇市長選挙でかりゆしクラブ公認候補として立候補するも、落選した。